# Rebirth of a Nation
Rebirth of a Nation – wspólny album amerykańskiego zespołu hip-hopowego Public Enemy i rapera Parisa. Został wydany 7 marca, 2006 roku.
Album sprzedał się w ilości 5.592 egzemplarzy w pierwszym tygodniu.

## Lista utworów
1. "Raw Shit" (feat. Paris & MC Ren) 4:16
2. "Hard Rhymin'" (feat. Paris & Sister Souljah) 4:41
3. "Rise" 4:08
4. "Can't Hold Us Back" (feat. Paris, Dead Prez & Kam) 5:07
5. "Hard Truth Soldiers" (feat. Paris, Dead Prez, The Conscious Daughters & MC Ren) 4:18
6. "Hannibal Lecture" (Paris solo) 3:50
7. "Rebirth of a Nation" (feat. Professor Griff) 3:27
8. "Pump the Music, Pump the Sound" 2:28
9. "Make It Hardcore" (feat. Paris) 5:16
10. "They Call Me Flava" 3:09
11. "Plastic Nation" 3:03
12. "Coinsequences" (feat. Paris) 4:19
13. "Invisible Man" 4:29
14. "Hell No We Ain't All Right!" 4:31
15. "Watch the Door" 3:35
16. "Field Nigga Boogie" (feat. Paris & Immortal Technique) (XLR8R Remix) 5:10